# 타티야나 보로둘리나
타티야나 알렉산드로브나 보로둘리나(러시아어: Татья́на Алекса́ндровна Бороду́лина, 영어: Tatiana Aleksandrovna Borodulina, 1984년 12월 22일~)는 러시아의 전직 쇼트트랙 선수이다. 러시아 쇼트트랙 국가대표로 2006년과 2014년 동계 올림픽에 참가했으며 오스트레일리아 쇼트트랙 대표로도 활동하여 2010년 동계 올림픽에 출전했다.

## 경력
1984년 옴스크에서 알렉산드르 보로둘린(러시아어: Александр Бородулин)과 발렌티나 보로둘리나(러시아어: Валентина Бородулина) 부부의 딸로 태어났다. 아버지 알렉산드르는 체조 선수였으며 어머니 발렌티나는 재봉사로 일했다. 8세 때 빙상인 출신 이웃 발레리 쿠진(러시아어: Валерий Кузин)의 권유로 피겨스케이팅을 시작했으며 1997년 쇼트트랙으로 진로를 바꿨다. 그녀는 2001년에 러시아 쇼트트랙 국가대표로 발탁되었고 그 해 12월 불가리아 소피아에서 열린 2001–02년 쇼트트랙 월드컵에 출전하여 월드컵 데뷔전을 가졌다. 2005년 토리노에서 열린 2005년 유럽 선수권 대회에서 모든 종목에서 메달을 획득했다.
2006년 동계 올림픽에 참가한 이후 보로둘리나는 2005년 10월부터 2006년 3월까지 진행된 세 번의 도핑 검사에 불출석해 2006년 국제 빙상 연맹으로부터 6개월 동안 빙상 경기 출전 정지 징계를 받았다. 그녀는 징계를 받은 이후 그 해 7월 러시아에서 오스트레일리아로 이민을 가 브리즈번에 정착했다. 오스트레일리아의 국적법이 2007년 개정되면서 그녀는 18일 차이로 오스트레일리아 시민권을 받는 데 실패했고 시민권 발급을 위한 오스트레일리아 체류 인정 기간을 줄이기 위해 2009년 오스트레일리아 예비군에 입대해 1달 동안 훈련을 받았다. 러시아 빙상 연맹이 경제적 보상을 약속하며 러시아 국가대표 복귀 제의를 보냈으나 그녀는 이 제의를 거절했다.
보로둘리나는 2008–09년 월드컵에 오스트레일리아 대표로 참가해 금메달 2개, 동메달 1개를 획득했다. 이후 2009년 9월 17일 오스트레일리아의 국적법이 개정되면서 보로둘리나는 오스트레일리아 시민권을 취득했고 2010년 동계 올림픽에 오스트레일리아 대표로 출전할 수 있는 자격을 받았다. 그녀는 2010년 동계 올림픽에 오스트레일리아 대표팀 소속으로 참가했고 여자 쇼트트랙 1500m 결승전에서 11등을 차지했다. 1000m 종목에서 준결승전에 진출했으나 준결승전에서 3등을 차지해 결승전에 진출하는데 실패했고 올림픽에서 최종 순위 21등을 차지했다.
2010년 동계 올림픽이 끝난 후 보로둘리나는 2011년 오스트레일리아에서 러시아로 돌아갔다. 그녀는 2013년 유럽 쇼트트랙 선수권 대회에 출전해 종합 순위 4등을 차지했고 2014년 유럽 쇼트트랙 선수권 대회에 참가해 500m에서 은메달을, 1000m에서 동메달을 획득했다. 2014년 보로둘리나는 모국에서 열리는 2014년 동계 올림픽에 러시아 대표 자격으로 참가한다고 발표했다. 그녀는 2014년 동계 올림픽 쇼트트랙 여자 500m 예선전에서 부정출발 2회로 인해 예선에서 실격되었다.